# Chris van Bussel

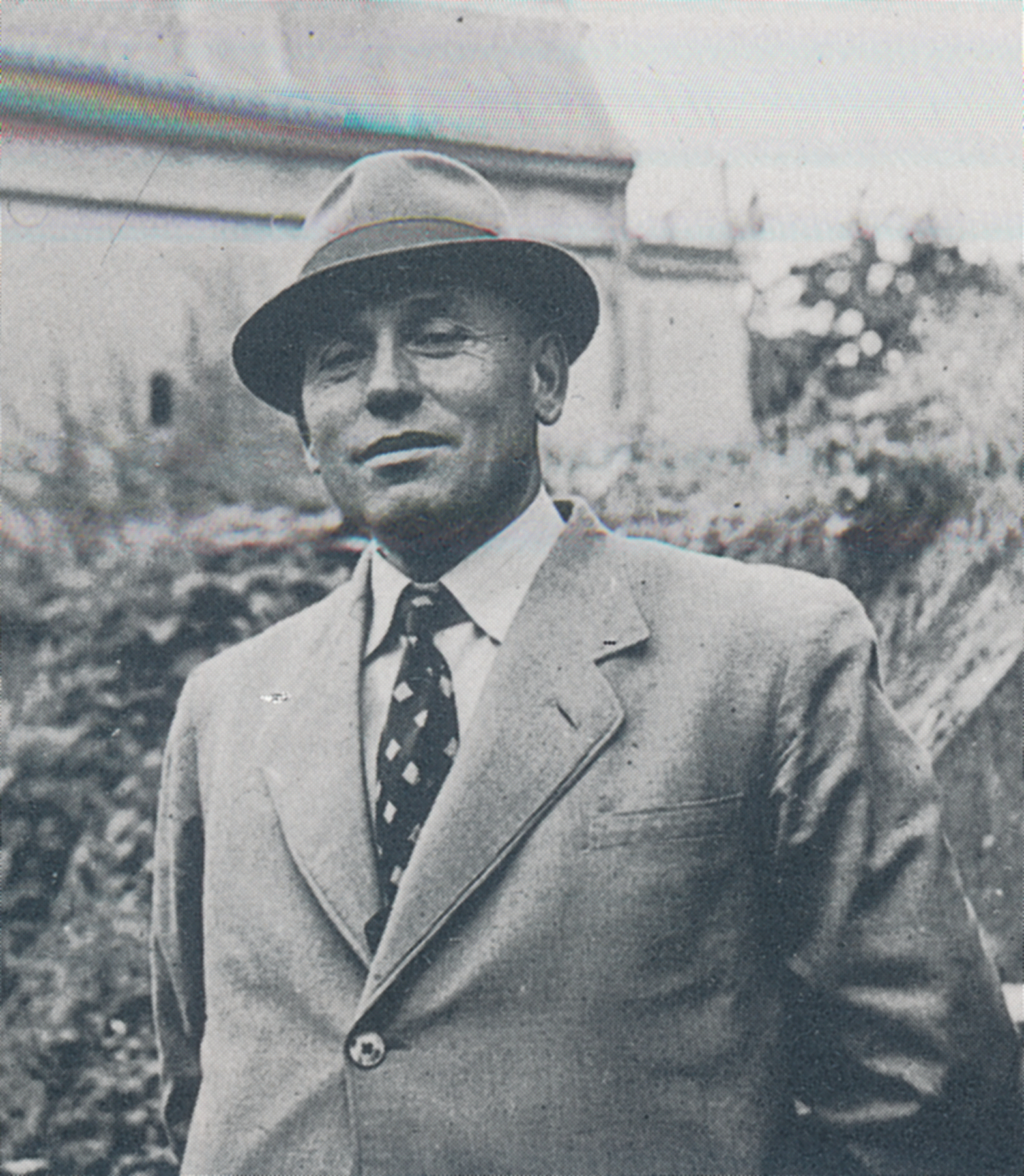
Chris van Bussel 1939

Chris van Bussel (Christianus Henricus van Bussel, Roggel, 6 februari 1887 - 26 juni 1946) was molenbouwkundige van beroep. Hij werd in Roggel geboren en woonde later aan de Kerkstraat in Nederweert. Hij volgde de onderwijzersopleiding, maar werd directeur van De Coöperatieve Handelsvereniging te Veghel.  In 1920 werd hij directeur van de N.V.Limburgse Meel en veekoekenfabriek en kocht hij in 1920 de stenen St. Annamolen bergmolen in Strateris, bestaande uit een windgraanmolen, de houtzaagmolen en een stuk bouwland. In 1921 werd de houtzagerij gesloopt. In 1923 kreeg de verbouwde molen de naam “Nooit Gedacht”. In 1924 kwam de molen op naam te staan van Henriette Catharina Antonia Jaspers, echtgenote van Van Bussel. De molen brandde in 1925 echter af en werd een jaar later gesloopt. Enkele jaren later werd hij eigenaar van de maalderij aan de Maaseijckerweg in Weert. Hij maalde echter niet zelf. Chris van Bussel werkte samen met Dekker en paste het systeem Dekker toe op een aantal molens in Midden- en Noord-Limburg.
Chris van Bussel ontwikkelde een eigen systeem. In 1933 experimenteerde hij met zijn systeem op de molen De Hoop te Elen, die eigendom van zijn broer was. Hij maakte gebruik van smallere stroomlijnplaten en maakte de neus wat ronder dan gebruikelijk, waardoor de aerodynamische eigenschappen werden verbeterd. In 1935 kreeg de molen Zeldenrust in Budel Van Busselneuzen. Vanaf die tijd paste Van Bussel zijn systeem toe als een molen onder zijn advies werd gerestaureerd of herbouwd. Uiteindelijk hebben zo'n 300 molens Van Busselneuzen gekregen. Aangezien wieken met een Van Busselneus, net als bij het systeem Dekker, bij windvlagen nogal snel gaan "hollen", dat wil zeggen snel in toerental toenemen, plaatste hij later ook remkleppen onderaan in het profiel.
Midden dertiger jaren van de twintigste eeuw begon hij een molenmakersbedrijf. Hiervoor nam hij de molenmakers Willem Adriaens, de gebroeders Beijk uit Budel en zijn twee zoons Willy en Jos in dienst. Na zijn overlijden werd het bedrijf nog een jaar voortgezet door zijn zoon Piet, maar werd daarna opgeheven. De maalderij aan de Maaseijkerweg werd in 1948 verkocht. Ook had Chris van Bussel een drietal agentschappen te weten die voor motoren, maalderijmachines en olieproducten.
Chris van Bussel bekleedde diverse bestuursfuncties, waaronder die van de Midden-Limburgse Molenaarsbond en de Limburgse Molenaarsbond St. Bernard. Ook was hij Lid van de Derde Orde van de Fransiscanen. Verder regisseerde hij toneelstukken bij de toneelvereniging St. Victor.

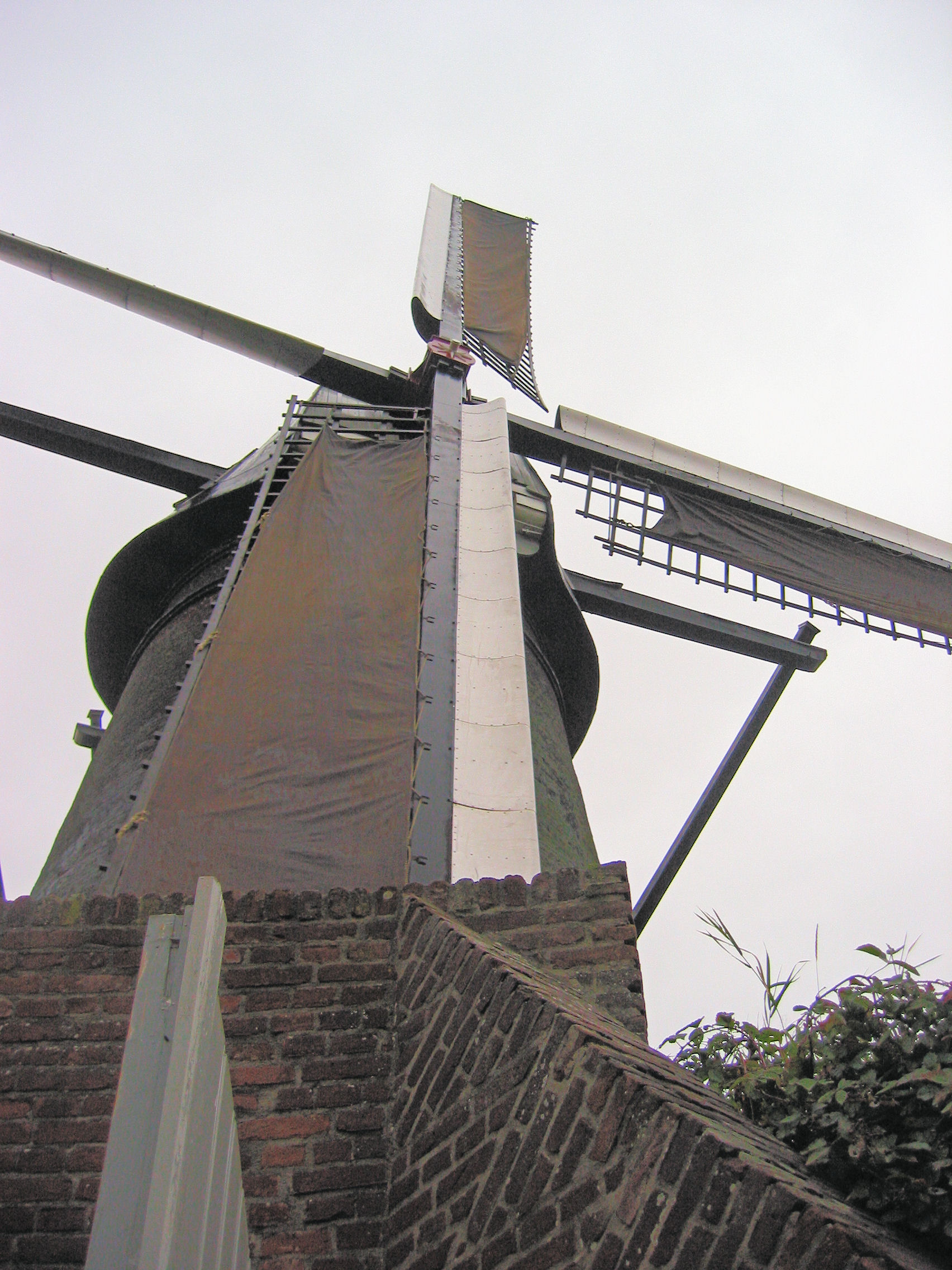
Holten's Molen Deurne Van Bussel neuzen
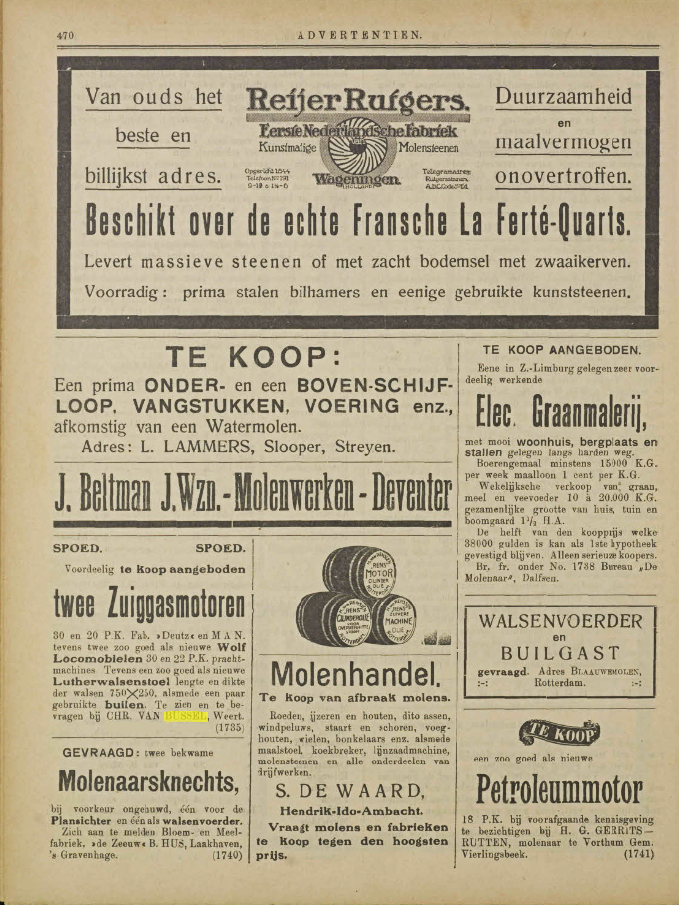
Advertentie van Van Bussel voor twee zuiggasmotoren in vakblad De Molenaar
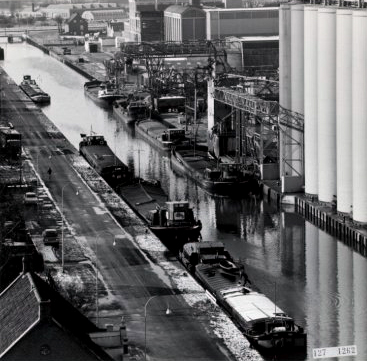
CHV aan de binnenhaven rond 1960